# Dikrella gilva
Dikrella gilva är en insektsart som beskrevs av Ruppel och Delong 1953. Dikrella gilva ingår i släktet Dikrella och familjen dvärgstritar. Inga underarter finns listade i Catalogue of Life.